# Hrdlo (krk)
Hrdlo je v lidské anatomii označení pro vnější přední část krku nacházející se před obratlem. V rámci lidského těla se jedná o  místo vstupu do hltanu a hrtanu. Významnou součástí hrdla je příklopka hrtanová, která odděluje jícen od průdušnice, což zajišťuje, že konzumovaná potrava nebude vdechnuta do plic. 
Součástí hrdla jsou také hlasivky, mandle (krční a nosní) a čípek patrový. Hrdla savců se skládají ze dvou kostí, jazylky a klíční kosti. Hrdlo funguje v koordinaci s dalšími částmi krku a hlavy (ústa, uši, nos) a s některými dalšími částmi těla.   
S ústy je v hrdle propojen hltan, což umožňuje vznik řeči v hlasivkách a zároveň postup konzumované potravy hrdlem do žaludku k jejímu zpracování. S nosem je hrdlo propojováno pomocí nosohltanu a s ušima pak Eustachovou trubicí. V hrdle se dále nachází průdušnice, které vedou vzduch do průdušek a následně do plic; díky tomu je zajištěn proces dýchání. V hrdle mají dále nezastupitelnou funkci mandle, které jsou tvořeny lymfatickou tkání a pomáhají zabraňovat různým infekcím. V nejspodnější části hrdla se nachází hrdelní žíla.  